# 頓涅茨克 (俄羅斯)
48°20′N 39°56′E / 48.333°N 39.933°E
頓涅茨克（羅馬化：Donetsk），是俄羅斯羅斯托夫州的一個城市，位於該北頓涅茨河畔。2010年時人口為50,098人。
1951年建市，1955年前稱為貢多羅夫卡（Гундоровка，羅馬化：Gundorovka）。